# Carl Schlechter
Carl Schlechter (Viena, 2 de Março de 1874 — Budapeste, 27 de Dezembro de 1918) foi um proeminente mestre enxadrista austríaco do início do século XX. Ele é melhor conhecido por ter empatado com Emanuel Lasker no Campeonato Mundial de Xadrez de 1910.
Schlechter disputou mais de 50 torneios internacionais de xadrez, tendo vencido quatro: Munique em 1900 (dividido), Ostend em 1906, Viena em 1908 (dividido) e Hamburgo em 1910.
Em 1910 Schlechter disputou o título mundial contra o então campeão Emanuel Lasker, em Viena e Berlim). Ele precisava apenas de um empate no décimo e último jogo para vencer a série, mas perdeu a chance de vitória, e uma clara oportunidade de empate antes de perder o jogo. Com o resultado a série terminou empatada em 5-5 (+1 -1 =8), e Lasker manteve o seu título.
Schlechter foi um típico cavalheiro do xadrez, sendo cortês ao oferecer empates a oponentes que não se sentiam bem.  Se um oponente chegasse atrasado para uma partida, Schlechter subtraia o mesmo tempo perdido pelo oponente do seu relógio.  Ele também foi mentor de muitos de seus rivais como por exemplo Oldřich Duras. Ele morreu em Budapeste vítima de pneumonia e fome.

## Principais resultados em torneios
| Data | Local            | Colocação | Observações                                                                                 |
| ---- | ---------------- | --------- | ------------------------------------------------------------------------------------------- |
| 1896 | Budapeste 1896   | 4         | Vencido por Mikhail Chigorin, com Rezso Charousek em segundo e Harry Pillsbury.             |
| 1901 | Monte Carlo 1901 | 2         | Vencid por Dawid Janowski, com Theodor von Scheve em terceiro e Mikhail Chigorin em quarto. |
| 1903 | Monte Carlo 1903 | 4         | Vencido por Dawid Janowski, com Geza Maroczy em segundo e Harry Pillsbury em terceiro.      |
| 1904 | Monte Carlo 1904 | 2         | Vencido por Geza Maroczy, com Frank Marshall em terceiro e Isidor Gunsberg em quarto.       |
| 1905 | Oostende 1905    | 2         | Vencido por Geza Maroczy, Com Dawid Janowski em segundo, Siegbert Tarrasch em terceiro.     |
| 1907 | Oostende 1907    | 2         | Vencido por Siegbert Tarrasch, com Dawid Janowski em terceiro.                              |
| 1911 | Carlsbad 1911    | 3         | Vencido por Richard Teichmann, com Akiba Rubinstein em segundo.                             |
| 1918 | Berlim 1918      | 3         | Vencido por Emanuel Lasker, com participação de Akiba Rubinstein e Siegbert Tarrasch.       |